# MySports
MySports est une chaîne de télévision suisse basée à Erlenbach ZH et Rossens FR, qui propose une offre de sport payante. MySports fait partie de Sunrise Suisse.
MySports retransmet, depuis 2017, principalement la meilleure ligue suisse de hockey, la National League,  200 matchs de National hockey League (NHL), une sélection de la Swedish Hockey League. Depuis la saison 2022/23, MySports propose aussi les rencontres de la Champions Hockey League (CHL) avec les clubs suisses.

## Chaînes
| Sendername     | Notiz                                                                                   | Eigentümer                                  | Paket        |
| -------------- | --------------------------------------------------------------------------------------- | ------------------------------------------- | ------------ |
| MySports Un    | Canal principal Matchs de National League, 200 matchs de NHL et autres matchs de hockey | MySports                                    | MySports Abo |
| MySports 2-10  | Autres matchs de National League                                                        | MySports                                    | MySports Abo |
| Sport1+ HD     | Nascar, Svenska Hockeyligan et autres compétitions sportives                            | Sport1                                      | MySports Abo |
| MySports Edge  | NHL et autres compétitions sportives                                                    | sportdigital TV Sende- und Produktions GmbH | MySports Abo |
| Motorvision TV | Programme de sport automobile                                                           | German Car TV Programm GmbH                 | MySports Abo |

Source:

## Offre
Hockey sur glace
- National League (Tous les matchs)
- National Hockey League (200 matchs)
- Championnat du monde U20 (Matchs à l‘étranger)
- Deutsche Eishockey Liga (15-20 matchs)
- Kontinentale Hockey-Liga (150 matchs)
- Svenska Hockeyligan (120 matchs)

## MySports sur Sky
Depuis le 21 septembre 2018, l’offre complète de MySports, est disponible sur Sky Switzerland.

## App MySports
Depuis décembre 2022, l‘app MySports est disponible et fonctionne indépendamment des abonnements TV.

## Liens internet
Site web officiel de MySports